# Märta Grundell-Grünewald
Märta Grundell-Grünewald, folkbokförd Märta Margareta Grünewald, ogift Grundell, född 23 februari 1908 i Gävle, död 22 maj 1946 vid en flygolycka Oslo (skriven i Saltsjöbadens församling i Stockholms län), var en svensk konstnär (målare). Hennes bror var arkitekten Olof Grundell.

## Biografi
Grundell-Grünewald var dotter till majoren Oscar Petrus Grundell och konstnären Mattis Hahr-Grundell. Hon bedrev studier vid Högre konstindustriella skolan i Stockholm och Konsthögskolan i samma stad. Hon företog också studieresor till Italien, Holland, Belgien och Paris. Hon utförde målningar i olja och pastell och verken bestod i huvudsak av landskap, blommor och figurer. Vidare utförde hon väggdekorationer. Grundell-Grünewald tillhörde Föreningen Svenska Konstnärinnor och medverkade i ett flertal samlingsutställningar men hade också separatutställning i Gävle 1932. Hon hade ett stort intresse för design och inredning och hennes festkläder från 1939 visades vid en utställning i Borlänge 2013.
Märta Grundell-Grünewald gifte sig 1937 med konstnären Isaac Grünewald och fick sonen Björn 1940, men makarna omkom i en flygolycka vid Oslo 1946. Björn Grünewald är gift med fängelsedirektören AnnBritt Grünewald.